# نيكول ترونفيو
نيكول ترونفيو (بالإنجليزية: Nicole Trunfio)‏ (ولدت في 16 مارس 1986) عارضة أزياء أسترالية من ميريدين، غرب أستراليا.

## روابط خارجية
- نيكول ترونفيو على موقع IMDb (الإنجليزية)
- نيكول ترونفيو على موقع دليل عارضات الأزياء (الإنجليزية)

- الموقع الرسمي